# Jorge, Marquês de Brandemburgo-Ansbach
Jorge de Brandemburgo-Ansbach (Ansbach, 4 de março de 1484 – 27 de dezembro de 1543), conhecido como Jorge, o Piedoso, foi um Marquês de Brandemburgo-Ansbach da Casa de Hohenzollern.

## Biografia

### Início da vida
Ele nasceu em Ansbach, sendo o terceiro, de oito filhos homens, do Margrave de Frederico I, o Velho, e sua esposa, Sofia da Polônia, filha de Casimiro IV e Isabel da Áustria. Através de sua mãe, ele está relacionado à corte real de Buda (hoje, Budapeste). Ele entrou para o serviço de seu tio, o Rei Vladislau II da Hungria, vivendo em sua corte, a partir de 1506. O rei o recebeu como um filho adotado, o empossou, em 1515, com o Ducado de Opole, e, em 1516, o fez membro do governo tutelar instituído na Hungria, e tutor de seu filho, Luís II da Hungria. Em 1521, ele fez um acordo com Petar Keglević e se retirou da Hungria e da Croácia; este acordo, aceito por Luís II, em 1526, não foi aceito pelo Sacro Imperador Fernando I, até 1559.

### Territórios e influência
Na corte da Hungria havia dois partidos contrários: o partido Magiar, sob a liderança dos Zápolyas, e o partido germânico, sob a liderança de Jorge de Brandemburgo, cuja autoridade foi aumentada pela aquisição dos ducados de Ratibor e Opole, por tratados hereditários com seus respectivos duques, e os territórios de Bohumín, Bytom e Tarnowskie como garantias do rei da Boêmia, que não podia liquidar suas dívidas.
Pela apropriação do Ducado da Carnóvia, Jorge tomou posse de toda a Alta Silésia. Como proprietário e credor hipotecário desses territórios, ele preparou o caminho para a introdução da Reforma Protestante, bem como em sua terra natal, a Francônia. Mais cedo do que qualquer outro príncipe germânico, ou qualquer outro membro da linhagem Hohenzollern, incluindo até mesmo de seu irmão Alberto, o Grão-Mestre da Ordem Teutônica, ele virou os olhos e o coração para a nova fé, proveniente de Wittenberg.

### Conversão
Os primeiros escritos da Reforma começaram a obra de ganhar-lhe a causa evangélica. O poderoso testemunho de fé de Martinho Lutero, na Dieta de Worms, em 1521, deixou uma impressão indelével em sua mente, e os vigorosos  dos pregadores evangélicos nos púlpitos das igrejas de São Lourenço e São Sebaldo, em Nuremberga, durante a dieta de 1522, aprofundaram a impressão. O estudo da tradução luterana do Novo Testamento, que apareceu em 1522, estabeleceu sua fé na convicção pessoal. Além disso, ele entrou em contato com Lutero, discutindo com ele os problemas mais importantes da fé, e, em 1524, eles se encontraram pessoalmente durante as negociações a respeito da, secularização do Estado Teutônico de seu irmão, Alberto, no secular Ducado da Prússia.

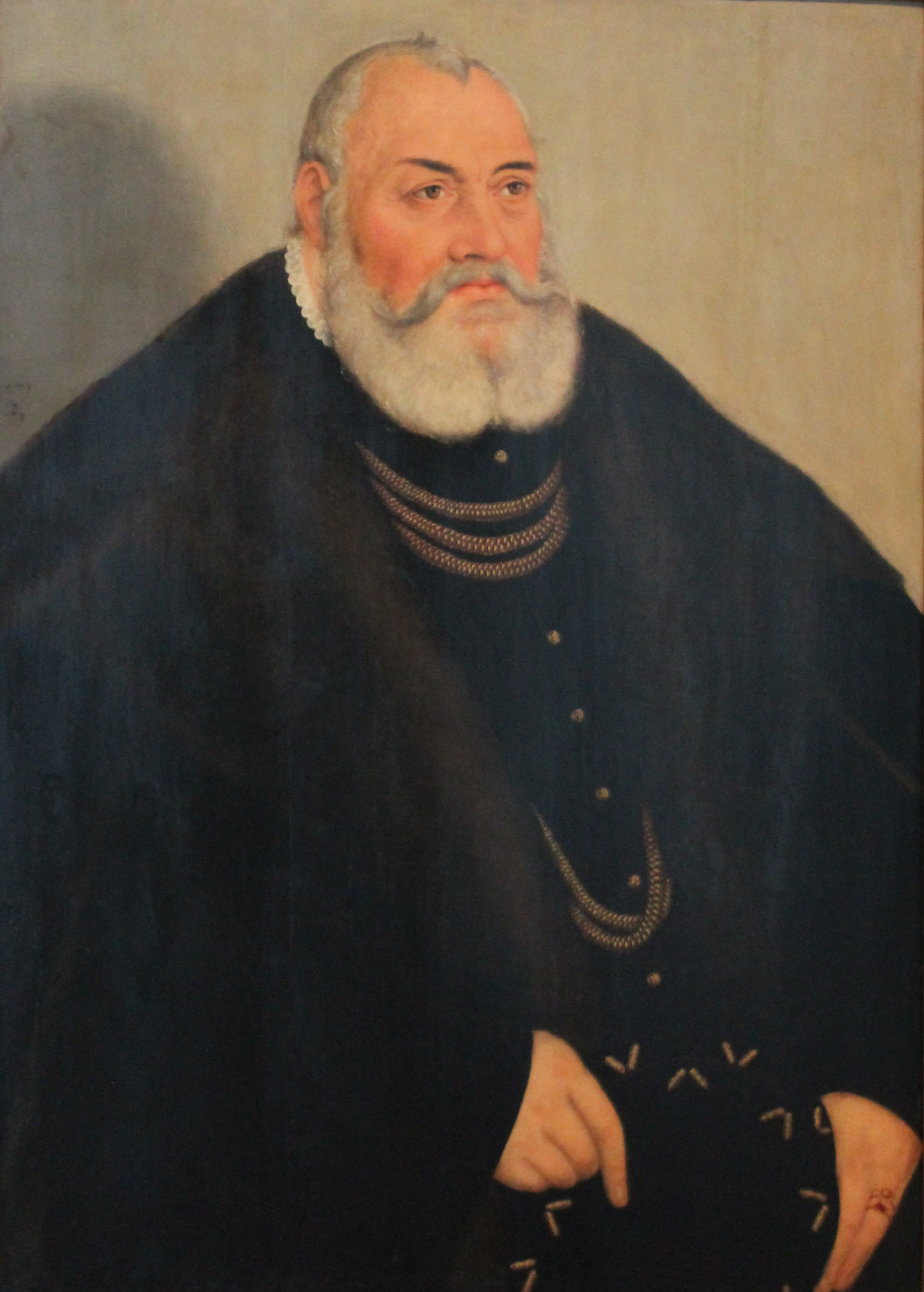
Jorge, o Piedoso, Margrave de Brandemburgo-Ansbach por Lucas Cranach, o Jovem

Após a ascensão do Rei Luís II, Jorge foi auxiliado em seus esforços reformistas pela Rainha Maria, irmã de Carlos V e de Fernando I, que era favoravelmente inclinado à nova doutrina. Como conselheiro do jovem rei, Jorge defendeu com firmeza a causa do novo evangelho contra as influências e as intrigas de seus adversários clericais e conseguiu evitar suas medidas violentas. A sua relação com o Duque Frederico II de Legnica, Brieg, e Wolów, e com o Duque Carlos I de Münsterberg-Oels, que haviam admitido a Reforma em seus territórios, não contribuiu nem um pouco para a expansão do evangelho em suas próprias terras. Mas foi a sua própria influência pessoal, energia e espírito prático, que introduziram a nova doutrina e fundaram uma nova vida evangélica e eclesiástica. Ele fez um esforço para proteger os pregadores do novo evangelho da Hungria, da Silésia e da Francônia, e tentou introduzir a ordem da igreja de Brandemburgo-Nuremberga, que já tinha encontrado a aceitação dos territórios franconianos.

### Reforma na Francônia
Nas terras hereditárias de Brandemburgo-Ansbach, em Nuremberga, onde, com seu irmão mais velho, Casimiro de Brandemburgo-Kulmbach ele havia assumido a regência em lugar de seu pai, ele encontrou maiores dificuldades, embora o espírito popular estivesse inclinado à Reforma. Devido a seu casamento com uma princesa da Baviera e ao seu comando militar no serviço imperial, seu irmão era aliado mais próximo à velha igreja e resistiu ao esforços reformistas. Mas a pressão dos territórios, logo o obrigaram a permitir a pregação de acordo com a doutrina luterana, embora ele tenha assegurado a manutenção das cerimônias da velha igreja, mesmo aquelas que contrariavam a nova fé.
Jorge protestou contra essas meia-medidas e mostrou sua insatisfação com as resoluções frouxas da assembléia de estado, de outubro de 1526. Foi só após a morte de seu irmão, que, como único governante, ele pôde realizar com êxito a reforma nos territórios da Francônia, com a assistência dos conselheiros, tais como Johann von Schwarzenberg, e através das novas resoluções da assembléia de estado de Brandemburgo-Ansbach (1528). Ao mesmo tempo, Jorge manteve correspondência com Lutero e Filipe Melâncton, discutindo questões como a evangelização dos mosteiros, o uso da propriedade monástica para objetivos evangélicos, e, especialmente, a fundação de escolas para o povo e das escolas superiores para educação de homens jovens talentosos para o serviço eclesiástico e do estado. Ele tentou ganhar, através de sua contínua correspondência com Lutero e outros reformadores, tais como Urbanus Rhegius, homens eficientes para a pregação do evangelho e para a organização da igreja evangélica. Lado a lado com o Conselho de Nuremberga, ele trabalhou para a instituição de uma visitação da igreja aos moldes do Eleitorado da Saxônia, a partir do qual, depois de repetidas revisões e emendas a excelente ordenação da igreja de Brandemburgo-Nuremberga de 1533, foi desenvolvida. Após a sua introdução em Nuremberga e nos seus territórios da Francônia, ela também foi introduzida em seus domínios na Alta Silésia.

### Influência além de seus territórios
A influência de Jorge se manifestou também no desenvolvimento da reforma germânica como um todo. Quando uma união dos evangélicos na Alta e na Baixa Germânia era vista como um meio de defesa eficiente contra as medidas de retaliação da Igreja Católica Romana, Jorge teve uma reunião com o Elitor João da Saxônia em Schleitz, em 1529, onde eles concordaram em determinados artigos de fé e confissão a serem elaborados por Lutero; a comissão foi executada nos dezessete Artigos de Schwabach, baseado nas quinze teses do Colóquio de Marburgo.
Mas nem na Convenção de Schwabach, nem aquela de Esmalcalda, fizeram Jorge aprovar a resistência armada contra o imperador e seu partido, mesmo em auto-defesa. Ele se opôs ao imperador energeticamente na Dieta de Augsburgo, em 1530, quando o imperador exigiu a proibição da pregação evangélica. O rei Fernando fez a Jorge as mais sedutoras ofertas de posses na Silésia se ele apoiasse o imperador, mas ele as recusou fortemente. Próximo do Eleitor da Saxônia, ele permanece, antes de tudo, entre os príncipes que defenderam a fé reformada. Após a morte de seu primo, Joaquim I Nestor, que era um estrito "romanista", ele ajudou seus filhos na introdução da Reforma no território do Eleitorado de Brandemburgo. Ele participou do Colóquio Religioso de Ratisnona, em 1541, onde o Eleitor Joachim II Heitor fez uma última tentativa de resolver as diferenças entre o romanistas e os evangélicos, e seu sobrinho pediu a cooperação de Lutero. A Dieta de Ratisbona foi a última reunião religiosa de que ele participou.
Ele é um dos personagens na pintura Homenagem Prussiana, de Jan Matejko.

## Família e filhos

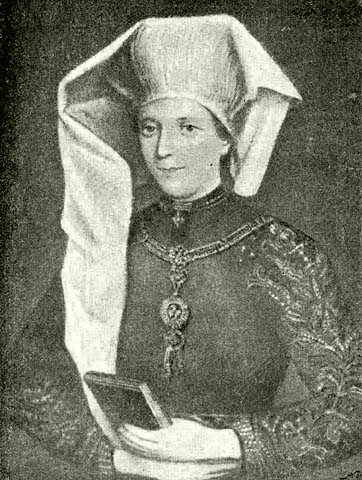
Beatriz de Frangepan, primeira esposa de Jorge

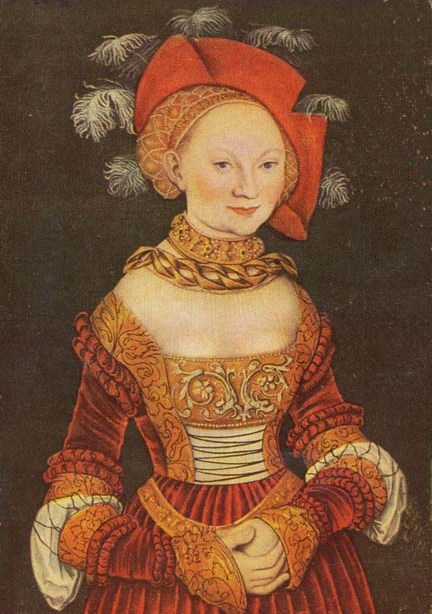
Emília da Saxônia, terceira esposa de Jorge

Jorge chegou a se casar três vezes. Primeiro, com Beatriz de Frangepan (1480 - 1510); o casamento não gerou filhos.
A segunda esposa de Jorge foi Edviges de Münsterberg-Oels (1508 - 1531), filha de Carlos I de Münsterberg-Oels; o casamento gerou duas filhas:
- Ana Maria de Brandemburgo-Ansbach (28 de dezembro, 1526 - 20 de maio de 1589), que se casou com Christóvão, Duque de Württemberg, em 1544.
- Sabina de Brandemburgo-Ansbach (12 de maio de 1529 - 2 de novembro de 1575), que se casou com João Jorge, Eleitor de Brandemburgo.

Sua terceira esposa foi Emília da Saxônia (27 de julho de 1516 - 9 de março de 1591), filha de Henrique IV, Duque da Saxônia, e de Catarina de Mecklemburgo, no dia 25 de agosto de 1533. Deste casamento, vieram quatro filhos:
- Sofia de Brandemburgo-Ansbach (23 de março de 1535 – 12 de fevereiro de 1587), que se casou com Henrique XI da Legnica, em 11 de novembro de 1560.
- Bárbara de Brandemburgo-Ansbach (17 de junho de 1536 – junho de 1591)
- Doroteia Catarina de Brandemburgo-Ansbach (1538  -1604), que se casou em 1556, com Henrique V de Plauen, Burgrave da Mísnia.
- Jorge Frederico (1539 - 1603), que se tornou Margrave de Brandemburgo-Ansbach e Regente do Ducado da Prússia.

## Ascendência
|  |                                                  |  |  |  |  |  |  |  |  |  |  |  |  |  |  |  |
|  | 16. Frederico V, Burgrave de Nuremberga          |  |  |  |  |  |  |  |  |  |  |  |  |  |  |  |
|  |                                                  |  |  |  |  |  |  |  |  |  |  |  |  |  |  |  |
|  |                                                  |  |  |  |  |  |  |  |  |  |  |  |  |  |  |  |
|  | 8. Frederico I de Brandemburgo                   |  |  |  |  |  |  |  |  |  |  |  |  |  |  |  |
|  |                                                  |  |  |  |  |  |  |  |  |  |  |  |  |  |  |  |
|  |                                                  |  |  |  |  |  |  |  |  |  |  |  |  |  |  |  |
|  | 17. Isabel da Mísnia                             |  |  |  |  |  |  |  |  |  |  |  |  |  |  |  |
|  |                                                  |  |  |  |  |  |  |  |  |  |  |  |  |  |  |  |
|  |                                                  |  |  |  |  |  |  |  |  |  |  |  |  |  |  |  |
|  | 4. Alberto III Aquiles                           |  |  |  |  |  |  |  |  |  |  |  |  |  |  |  |
|  |                                                  |  |  |  |  |  |  |  |  |  |  |  |  |  |  |  |
|  |                                                  |  |  |  |  |  |  |  |  |  |  |  |  |  |  |  |
|  | 18. Frederico da Baviera                         |  |  |  |  |  |  |  |  |  |  |  |  |  |  |  |
|  |                                                  |  |  |  |  |  |  |  |  |  |  |  |  |  |  |  |
|  |                                                  |  |  |  |  |  |  |  |  |  |  |  |  |  |  |  |
|  | 9. Isabel da Baviera-Landshut                    |  |  |  |  |  |  |  |  |  |  |  |  |  |  |  |
|  |                                                  |  |  |  |  |  |  |  |  |  |  |  |  |  |  |  |
|  |                                                  |  |  |  |  |  |  |  |  |  |  |  |  |  |  |  |
|  | 19. Madalena Visconti                            |  |  |  |  |  |  |  |  |  |  |  |  |  |  |  |
|  |                                                  |  |  |  |  |  |  |  |  |  |  |  |  |  |  |  |
|  |                                                  |  |  |  |  |  |  |  |  |  |  |  |  |  |  |  |
|  | 2. Frederico I, Margrave de Brandemburgo-Ansbach |  |  |  |  |  |  |  |  |  |  |  |  |  |  |  |
|  |                                                  |  |  |  |  |  |  |  |  |  |  |  |  |  |  |  |
|  |                                                  |  |  |  |  |  |  |  |  |  |  |  |  |  |  |  |
|  | 20. Frederico I, Eleitor da Saxônia              |  |  |  |  |  |  |  |  |  |  |  |  |  |  |  |
|  |                                                  |  |  |  |  |  |  |  |  |  |  |  |  |  |  |  |
|  |                                                  |  |  |  |  |  |  |  |  |  |  |  |  |  |  |  |
|  | 10. Frederico II, Eleitor da Saxônia             |  |  |  |  |  |  |  |  |  |  |  |  |  |  |  |
|  |                                                  |  |  |  |  |  |  |  |  |  |  |  |  |  |  |  |
|  |                                                  |  |  |  |  |  |  |  |  |  |  |  |  |  |  |  |
|  | 21. Catarina de Brunsvique-Luneburgo             |  |  |  |  |  |  |  |  |  |  |  |  |  |  |  |
|  |                                                  |  |  |  |  |  |  |  |  |  |  |  |  |  |  |  |
|  |                                                  |  |  |  |  |  |  |  |  |  |  |  |  |  |  |  |
|  | 5. Ana da Saxônia                                |  |  |  |  |  |  |  |  |  |  |  |  |  |  |  |
|  |                                                  |  |  |  |  |  |  |  |  |  |  |  |  |  |  |  |
|  |                                                  |  |  |  |  |  |  |  |  |  |  |  |  |  |  |  |
|  | 22. Ernesto, Duque da Áustria                    |  |  |  |  |  |  |  |  |  |  |  |  |  |  |  |
|  |                                                  |  |  |  |  |  |  |  |  |  |  |  |  |  |  |  |
|  |                                                  |  |  |  |  |  |  |  |  |  |  |  |  |  |  |  |
|  | 11. Margarida da Áustria                         |  |  |  |  |  |  |  |  |  |  |  |  |  |  |  |
|  |                                                  |  |  |  |  |  |  |  |  |  |  |  |  |  |  |  |
|  |                                                  |  |  |  |  |  |  |  |  |  |  |  |  |  |  |  |
|  | 23. Cimburga da Mazóvia                          |  |  |  |  |  |  |  |  |  |  |  |  |  |  |  |
|  |                                                  |  |  |  |  |  |  |  |  |  |  |  |  |  |  |  |
|  |                                                  |  |  |  |  |  |  |  |  |  |  |  |  |  |  |  |
|  | 1. Jorge, Margrave de Brandemburgo-Ansbach       |  |  |  |  |  |  |  |  |  |  |  |  |  |  |  |
|  |                                                  |  |  |  |  |  |  |  |  |  |  |  |  |  |  |  |
|  |                                                  |  |  |  |  |  |  |  |  |  |  |  |  |  |  |  |
|  | 24. Algirdas                                     |  |  |  |  |  |  |  |  |  |  |  |  |  |  |  |
|  |                                                  |  |  |  |  |  |  |  |  |  |  |  |  |  |  |  |
|  |                                                  |  |  |  |  |  |  |  |  |  |  |  |  |  |  |  |
|  | 12. Ladislau II Jagelão da Polônia               |  |  |  |  |  |  |  |  |  |  |  |  |  |  |  |
|  |                                                  |  |  |  |  |  |  |  |  |  |  |  |  |  |  |  |
|  |                                                  |  |  |  |  |  |  |  |  |  |  |  |  |  |  |  |
|  | 25. Uliana de Tver                               |  |  |  |  |  |  |  |  |  |  |  |  |  |  |  |
|  |                                                  |  |  |  |  |  |  |  |  |  |  |  |  |  |  |  |
|  |                                                  |  |  |  |  |  |  |  |  |  |  |  |  |  |  |  |
|  | 6. Casimiro IV Jagelão da Polônia                |  |  |  |  |  |  |  |  |  |  |  |  |  |  |  |
|  |                                                  |  |  |  |  |  |  |  |  |  |  |  |  |  |  |  |
|  |                                                  |  |  |  |  |  |  |  |  |  |  |  |  |  |  |  |
|  | 26. André de Halshany                            |  |  |  |  |  |  |  |  |  |  |  |  |  |  |  |
|  |                                                  |  |  |  |  |  |  |  |  |  |  |  |  |  |  |  |
|  |                                                  |  |  |  |  |  |  |  |  |  |  |  |  |  |  |  |
|  | 13. Sofia de Halshany                            |  |  |  |  |  |  |  |  |  |  |  |  |  |  |  |
|  |                                                  |  |  |  |  |  |  |  |  |  |  |  |  |  |  |  |
|  |                                                  |  |  |  |  |  |  |  |  |  |  |  |  |  |  |  |
|  | 27. Alexandra de Drutsk                          |  |  |  |  |  |  |  |  |  |  |  |  |  |  |  |
|  |                                                  |  |  |  |  |  |  |  |  |  |  |  |  |  |  |  |
|  |                                                  |  |  |  |  |  |  |  |  |  |  |  |  |  |  |  |
|  | 3. Sofia da Polônia                              |  |  |  |  |  |  |  |  |  |  |  |  |  |  |  |
|  |                                                  |  |  |  |  |  |  |  |  |  |  |  |  |  |  |  |
|  |                                                  |  |  |  |  |  |  |  |  |  |  |  |  |  |  |  |
|  | 28. Alberto IV, Duque da Áustria                 |  |  |  |  |  |  |  |  |  |  |  |  |  |  |  |
|  |                                                  |  |  |  |  |  |  |  |  |  |  |  |  |  |  |  |
|  |                                                  |  |  |  |  |  |  |  |  |  |  |  |  |  |  |  |
|  | 14. Alberto II da Germânia                       |  |  |  |  |  |  |  |  |  |  |  |  |  |  |  |
|  |                                                  |  |  |  |  |  |  |  |  |  |  |  |  |  |  |  |
|  |                                                  |  |  |  |  |  |  |  |  |  |  |  |  |  |  |  |
|  | 29. Joana Sofia da Baviera                       |  |  |  |  |  |  |  |  |  |  |  |  |  |  |  |
|  |                                                  |  |  |  |  |  |  |  |  |  |  |  |  |  |  |  |
|  |                                                  |  |  |  |  |  |  |  |  |  |  |  |  |  |  |  |
|  | 7. Isabel da Áustria                             |  |  |  |  |  |  |  |  |  |  |  |  |  |  |  |
|  |                                                  |  |  |  |  |  |  |  |  |  |  |  |  |  |  |  |
|  |                                                  |  |  |  |  |  |  |  |  |  |  |  |  |  |  |  |
|  | 30. Sigismundo do Sacro Império Romano-Germânico |  |  |  |  |  |  |  |  |  |  |  |  |  |  |  |
|  |                                                  |  |  |  |  |  |  |  |  |  |  |  |  |  |  |  |
|  |                                                  |  |  |  |  |  |  |  |  |  |  |  |  |  |  |  |
|  | 15. Isabel da Boêmia                             |  |  |  |  |  |  |  |  |  |  |  |  |  |  |  |
|  |                                                  |  |  |  |  |  |  |  |  |  |  |  |  |  |  |  |
|  |                                                  |  |  |  |  |  |  |  |  |  |  |  |  |  |  |  |
|  | 31. Bárbara de Celje                             |  |  |  |  |  |  |  |  |  |  |  |  |  |  |  |
|  |                                                  |  |  |  |  |  |  |  |  |  |  |  |  |  |  |  |
|  |                                                  |  |  |  |  |  |  |  |  |  |  |  |  |  |  |  |

## Sucessão
| Jorge, Margrave de Brandemburgo-Ansbach Casa de HohenzollernData de nascimento: 4 de março de 1484, em Ansbach - Faleceu em: 27 de dezembro de 1543 |                                            |                              |
| Títulos Reais |                                            |                              |
| Precedido por Frederico I | Margrave de Brandemburgo-Ansbach 1536–1543 | Sucedido por Jorge Frederico |
| Precedido por Jorge | Duque da Carnóvia 1523–1543                | Sucedido por Jorge Frederico |
| Precedido por João II | Duque de Opole-Ratibor 1532–1543           | Sucedido por Jorge Frederico |